# Supatra Sasuphan
Supatra Sasuphan is een Thaise mediapersoonlijkheid, bekend door haar extreme vorm van de aandoening hypertrichose, waardoor ze het harigste meisje ter wereld is. Vanaf 28 februari 2011 houdt ze hiermee een wereldrecord in het Guinness Book of Records. Sasuphan is een van de slechts 50 mensen ter wereld waarvan het bekend is dat ze lijden aan de zeldzame aandoening, die wordt veroorzaakt door een defecte chromosoom.
"Waar ze altijd gepest werd door haar medestudenten, die haar uitscholden voor monkeyface (aapgezicht) en wolf girl (wolfmeisje), steeg de populariteit van Sasuphan aanzienlijk na de bekendmaking van het wereldrecord", aldus haar moeder.